# Рахманова, Аза Гасановна
А́за Гаса́новна Рахма́нова (азерб. Aza Həsən qızı Rəhmanova; 17 сентября 1932, Баку — 18 ноября 2015, Санкт-Петербург) — советский и российский врач-инфекционист, ведущий специалист в области ВИЧ-инфекции и инфекционной гепатологии, профессор, заслуженный деятель науки Российской Федерации (1998), главный инфекционист Санкт-Петербурга (с 1986), в 1986—2000 годах заведующая кафедрой инфекционных болезней Санкт-Петербургской медицинской академии последипломного образования.

## Биография

### Ранние годы
Родилась в семье Гасана Паша оглы и Хавве-ханум Рахмановых. Г. П. Рахманов был комиссаром Азербайджанской стрелковой дивизии, позже наркомом культуры Азербайджана, начальником политотдела Каспийского пароходства, первым секретарём Нахичеванского обкома Коммунистической партии (большевиков) Азербайджана. В 1937 году он был репрессирован и через три года умер в заключении. Репрессиям подверглись братья отца: Усейн Рахманов, бывший вторым секретарём ЦК ВЛКСМ, председателем Совета Народных Комиссаров Азербайджанской ССР, и Лятиф Рахманов. Мать, Хавве-ханум Рахманова, была врачом, в 1950-х годах главным терапевтом Семипалатинской области, позже доцентом Азербайджанского ГИДУВа (умерла на рабочем месте в 80-летнем возрасте).
В 1941 году семья была сослана на рудник Синташ в Алтайском крае, а оттуда — в Казахстан. В школе, которую Аза Рахманова окончила в Семипалатинске, преподавали ссыльные профессора Московского университета, а историю — известная писательница Г. И. Серебрякова. Когда её по доносу в очередной раз посадили в тюрьму, Аза Рахманова организовала в школе «Общество юных борцов» в защиту учительницы. Под впечатлением прочитанных в те годы книг В. Каверина «Открытая книга» и «Доктор Власенкова» у неё появилась мечта стать врачом-микробиологом-инфекционистом.

### Образование и работа
В 1949 году Аза Рахманова поступила в 1-й Ленинградский медицинский институт им. академика И. П. Павлова, который с отличием окончила в 1955 году. Затем в течение двух лет она обучалась в клинической ординатуре кафедры инфекционных болезней на базах детской больницы им. Н. Ф. Филатова и городской инфекционной больницы № 30 им. С. П. Боткина. После ординатуры вернулась в Казахстан, где с 1958 по 1959 год работала ассистентом кафедры инфекционных болезней в Семипалатинском государственном медицинском институте.
В октябре 1959 года А. Г. Рахманова вместе с матерью и сёстрами вернулась из долгой ссылки в Баку. Там их семья была взята под опеку общественно-политическим деятелем Азизом Алиевым и его супругой Лейлой-ханум.
В 1959—1961 годах А. Г. Рахманова работала врачом-инфекционистом в бакинской объединённой клинической больнице № 3 им. П. А. Джапаридзе и поликлинике № 11, пока не была зачислена в аспирантуру на кафедре инфекционных болезней Азербайджанского государственного института для усовершенствования врачей. В 1963—1965 годах — ассистент кафедры. В 1965 году в АзГИДУВе ею была защищена кандидатская диссертация на тему «Безжелтушные и стёртые формы болезни Боткина».
В 1965 году А. Г. Рахманова вновь оказалась в Ленинграде, переехав туда по месту работы мужа. С этого же года она начала свою трудовую деятельность на кафедре инфекционных болезней в 1-м Ленинградском медицинском институте им. академика Павлова: старший лаборант (1965), ассистент кафедры (1965—1974).
В 1974 году А. Г. Рахманова защитила докторскую диссертацию «Печёночная кома при вирусном гепатите», после чего получила должность доцента кафедры инфекционных болезней (1974—1982). В 1982 году она была избрана на должность профессора кафедры, а ещё через два года ей было присвоено и учёное звание профессора.
В 1986 году она стала главным специалистом Комитета по здравоохранению Ленинграда по инфекционным заболеваниям. А. Г. Рахманова возглавила новое научное направление — изучение факторов прогрессирования наиболее распространённых медленных инфекций и эпидемиологически значимых заболеваний, а также совершенствование способов их лечения в условиях созданных ею новых организационных структур — многопрофильных инфекционных стационаров (с хирургическим и родильным отделениями), реанимации и отделений инфекционно-паразитарных заболеваний и иммунопрофилактики в поликлиниках. По её инициативе в больнице им. С. П. Боткина были организованы первые в стране палаты интенсивной терапии (1973).
В ноябре 1986 года, будучи избранной по конкурсу, А. Г. Рахманова перешла в Ленинградский государственный институт для усовершенствования врачей (позже СПбМАПО) на должность заведующей кафедрой инфекционных болезней. Под её руководством (1986—2000) кафедра стала ведущей в стране по проблемам ВИЧ-инфекции и вирусных гепатитов.
С октября 2000 года А. Г. Рахманова — профессор кафедры инфекционных болезней с курсом лабораторной диагностики СПИД СПбМАПО. С 2007 года — заведующая курсом «ВИЧ-медицина» кафедры инфекционных болезней и эпидемиологии Санкт-Петербургского государственного медицинского университета, с 2013 года — профессор кафедры социально значимых инфекций.
С сентября 2008 года А. Г. Рахманова работала заместителем главного врача по лечебно-диагностической и научной работе Центра по профилактике и борьбе со СПИД и инфекционными заболеваниями.

### Организаторская деятельность
С 1987 года — руководитель научно-практического объединения «СПИД и СПИД-индикаторные болезни», которое объединило все учреждения Петербурга и Ленинградской области, занимающиеся проблемами СПИДа и вирусных гепатитов. В 1987 году в больнице им. С. П. Боткина ею был организован консультационно-диспансерный кабинет для наблюдения за ВИЧ-инфицированными, а в 1988 году — инфекционно-хирургическое отделение.
В 1991 году А. Г. Рахманова приняла участие в создании Республиканской инфекционной клинической больницы (Российского центра ВИЧ-инфекции) в Усть-Ижоре. В 1999 году на её базе был организован научно-практический центр для беременных женщин и детей с ВИЧ-инфекцией.
В 1998 году организован самостоятельный Санкт-Петербургский центр по профилактике и борьбе со СПИД и инфекционными заболеваниями на набережной Обводного канала, дом 179А.
В 1998 году в больнице им. С. П. Боткина организована медико-социальная служба.
В 1999 году открыт Городской гепатологический центр в инфекционной больнице № 10 (Бумажная улица, д. 12), а в 2000 году — и хирургическое отделение в его составе.
В 2000 году организован популяционный регистр хронических вирусных гепатитов.
В 2002 году в состав Городского центра СПИДа вошла инфекционная больница № 10, после чего Центр стал единственным в России, имеющим в своей структуре стационар.
Член межведомственной антинаркотической комиссии при полномочном представителе Президента в Северо-Западном федеральном округе. Советник губернатора Петербурга по проблемам СПИДа. Член Исполнительного комитета международной комиссии по правам человека. Член общества «Врачи мира против ядерной угрозы».
В ноябре 2001 года была делегатом I съезда азербайджанцев всего мира в городе Баку.

### Научная деятельность
Под руководством А. Г. Рахмановой защищено 17 докторских диссертаций, подготовлено 55 кандидатов медицинских наук.
Среди учеников А. Г. Рахмановой — Марфа Алексеева, заведующая кафедрой инфекционных болезней, фтизиатрии и дерматовенерологии медицинского института Северо-Восточного федерального университета, Ниса-ханум Миришли, заведующая кафедрой инфекционных болезней НИИ усовершенствования врачей Азербайджана и др.
Автор 11 книг, глав в 7 учебниках, около 50 методических пособий и более 330 журнальных статей. Главный редактор журнала «СПИД. Секс. Здоровье», выходящего в Петербурге с 1991 года — единственного в России по проблемам ВИЧ/СПИДа. Как общественный деятель в статусе главного редактора, создала организационный форум в печатном издании этого журнала.
Академик Международной академии наук экологии и безопасности жизнедеятельности (МАНЭБ), академик Нью-Йоркской академии наук (1997). Член научных обществ Санкт-Петербурга, Туркмении, Азербайджана.
Заместитель главного редактора журнала «ВИЧ-инфекция и иммуносупрессии».
Скончалась 18 ноября 2015 года на 84-м году жизни после тяжёлого заболевания. Похоронена на Большеохтинском кладбище.

### Награды и звания
- Медаль ордена «За заслуги перед Отечеством» II степени (2013)[17]
- Заслуженный деятель науки Российской Федерации (31.05.1998)[18]
- Отличник здравоохранения СССР (1986)
- Почётный доктор Санкт-Петербургской медицинской академии последипломного образования (2002)
- Специальный диплом детского фонда ООН (ЮНИСЕФ) за большой вклад в дело профилактики и лечения ВИЧ-инфекции у беременных женщин и детей (2008)
- Благодарность Министерства здравоохранения Российской Федерации (16.10.1992)
- Благодарность Губернатора Санкт-Петербурга (04.10.2010)
- Почётный знак «За заслуги перед Санкт-Петербургом» (2013)
- Медаль «Ветеран труда»[19]

### Семья
В первом браке была замужем за Николаем Виноградовым. Дочь — Елена Николаевна Виноградова (1955—2007), доктор медицинских наук, профессор, руководитель первого в стране Центра по профилактике и борьбе со СПИД и инфекционными заболеваниями. Внучки Татьяна и Анна Виноградовы, также врачи. Татьяна Виноградова — кандидат медицинских наук, с 28 мая 2020 года — главный врач Санкт-Петербургского центра по профилактике и борьбе со СПИД и инфекционными заболеваниями.
Второй муж — Евгений Александрович Борисов (1925—2014), в прошлом капитан 1-го ранга, служивший в Каспийской флотилии ВМФ СССР.
Сестра Тамилла Гасановна Недошивина (1934—1998), директор издательства «Прогресс-Погода», поэтесса, заслуженный работник культуры Российской Федерации.